# Хосе Мануель Сорія
Хосе Мануель Сорія Лопес (ісп. José Manuel Soria López; нар. 5 січня 1958, Лас-Пальмас-де-Гран-Канарія) — іспанський політик. Член Народної партії. З 22 грудня 2011 обіймає посаду міністра промисловості, енергетики і туризму в уряді Маріано Рахоя.

## Біографія

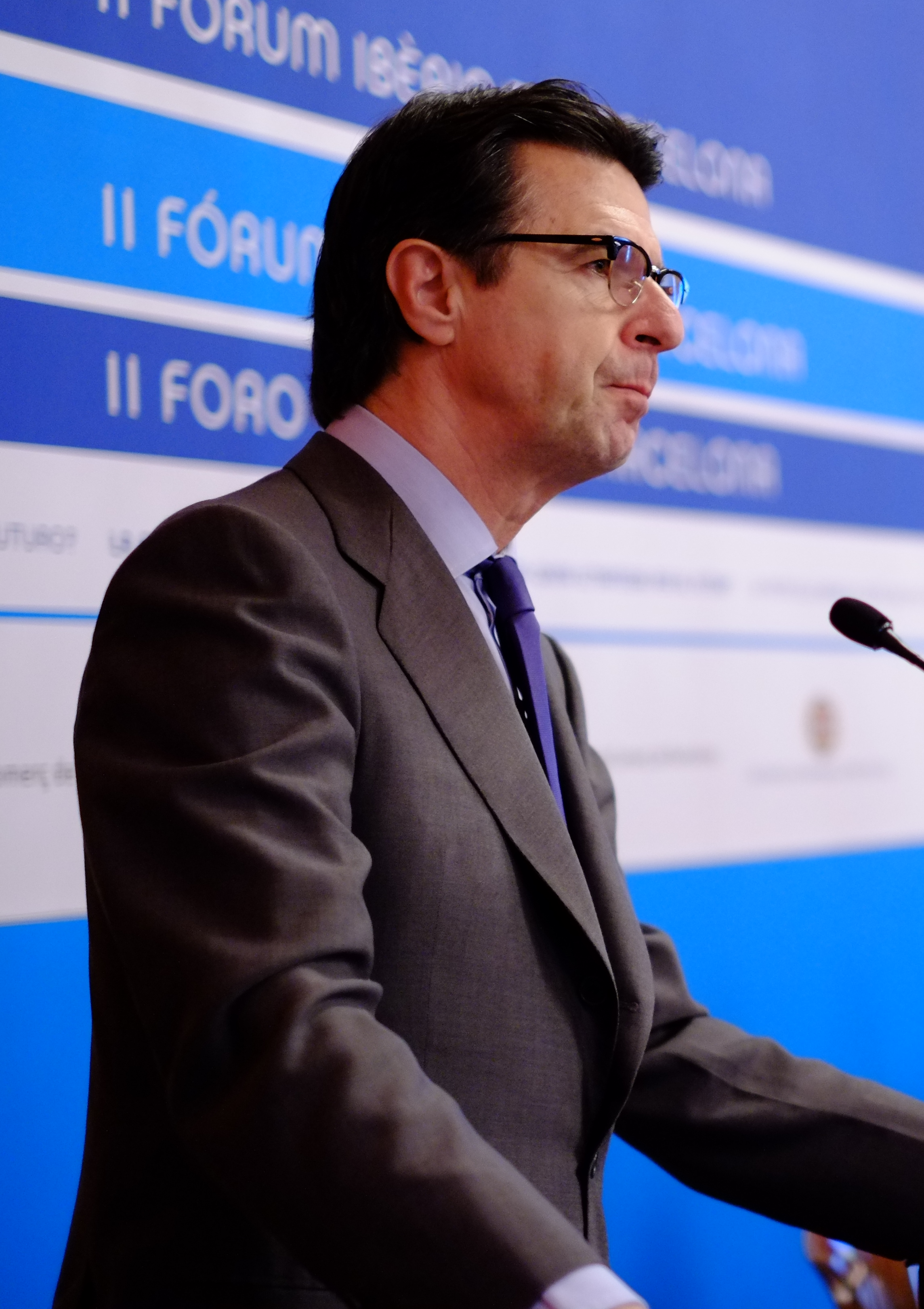
Хосе Мануель Сорія

Сорія народився в сім'ї експортера фруктів і виріс на Канарських островах. Отримав економічну освіту. У 1984–1989 роках — доцент мікроекономіки та міжнародної економіки в Центрі підприємницького освіти в Мадриді. Одночасно працював в міністерстві торгівлі. У 1995 році був обраний мером Лас-Пальмас-де-Гран-Канарія і знаходився на цій посаді до 2003 року. У жовтні 1999 року Сорія очолив Народну партію на Канарських островах. У 2003–2011 роках — депутат парламенту Канарських островів і з 2003 року — голова фракції Народної партії. У період з червня 2003 року по липень 2007 року — голова уряду Гран-Канарія. У 2007 році Сорія успішно переобрався на цю посаду, але був змушений незабаром скласти свої повноваження в результаті вотуму недовіри. З липня 2007 року по жовтень 2010 року Сорія обіймав посаду заступника голови уряду Канарських островів. У 2011 році був обраний депутатом нижньої палати іспанського парламенту.